# Thure Svensson (fotbollsspelare)
Nils Thure "Kusken" Svensson, född 21 juli 1902 i Gävle, död 29 juli 1988 i Gävle, var en svensk fotbollsspelare.
Svensson representerade i många år Gefle IF, och spelade för klubben i Fotbollsallsvenskan 1933/1934 och 1934/1935. Sammanlagt gjorde han 28 allsvenska matcher (inga mål) för klubben.
Åren 1926–1931 spelade Svensson, trots att Gefle vid denna tid inte var ett allsvenskt lag, tio A-landskamper (inga mål) för Sverige, och 1930 spelade han en B-landskamp (inga mål).